# Fikremariam Hagos Tsalim
Fikremariam Hagos Tsalim (* 23. Oktober 1970 in Addis Abeba) ist ein eritreischer Geistlicher und eritreisch-katholischer Bischof von Segheneity.

## Leben
Fikremariam Hagos Tsalim wurde am 21. Februar 1996 durch den Bischof der Eparchie Keren, Tesfamariam Bedho, zum Diakon geweiht. Am 21. Juli 1996 empfing er durch den Bischof der Eparchie Asmara, Zekarias Yohannes, das Sakrament der Priesterweihe für die Eparchie Asmara.
Am 24. Februar 2012 ernannte ihn Papst Benedikt XVI. zum Bischof von Segheneity. Der Bischof der Eparchie Asmara, Menghisteab Tesfamariam MCCJ, spendete ihm am 20. Mai desselben Jahres die Bischofsweihe; Mitkonsekratoren waren der Bischof der Eparchie Barentu, Thomas Osman OFMCap, und der Bischof der Eparchie Keren, Kidane Yebio. Die Amtseinführung erfolgte am 27. Mai 2012.